# Françoise Dolto
Françoise Dolto geb. Marette (* 6. November 1908 in Paris; † 25. August 1988 ebenda) war eine französische Kinderärztin und Psychoanalytikerin. Von 1940 bis 1978 leitete sie die Beratungsstelle im Kinder-Krankenhaus Trousseau in Paris.

## Leben
Nach einer Ausbildung zur Krankenschwester studierte sie von 1931 bis 1939 Medizin. Ihre Lehranalyse absolvierte sie bei René Laforgue. 1953 verließ sie mit Jacques Lacan aus Protest gegen eine stärkere Reglementierung der Ausbildung die Société Psychanalytique de Paris und beteiligte sich anschließend an der Gründung der Société Française de Psychanalyse. Als ihr 1963 von der Internationalen Psychoanalytischen Vereinigung die Ausbildung von Psychoanalytikern mit der Begründung, sie beeinflusse ihre Schüler zu sehr und halte sich nicht an die Ausbildungsregeln, untersagt wurde, gründete sie mit Lacan zusammen ein Jahr später die École Freudienne de Paris.
Françoise Dolto wurde bekannt für ihre Untersuchungen über Säuglinge, Kinder und Jugendliche. Sie betrachtete Kinder als eigenständige, ernstzunehmende Persönlichkeiten und vertrat die Ansicht, dass ein Kind bereits von Geburt an ein vollwertiges, zu respektierendes Subjekt sei. Ihrer Subjekttheorie zufolge kommuniziert es in einer symbolischen Welt, indem es mit seinem Körperschema Appelle aussendet. Mit einer authentisch auf diese Signale reagierenden Bezugsperson kann so mit einem Säugling, schon bevor er beginnt zu Sprechen, eine soziale Beziehung aufgebaut werden. Dem Kind einen Subjektstatus anzuerkennen, ist ihrer Meinung nach die Voraussetzung für seine „Menschwerdung“. Diese Anerkennung erfährt das Kind in der Begegnung mit dem Erwachsenen durch dessen „wahre Worte“.
1979 entwickelte sie, basierend auf ihrer Theorie, das Konzept des Maison Verte (dt. Grünes Haus). Es bietet einen prophylaktischen Sozialisationsort, an dem sich Eltern mit Babys und Kleinkindern bis zu vier Jahren treffen. Sie können hier zusammen mit ihren Kindern erste soziale Erfahrungen sammeln und finden Austausch, Rat und Gespräch. Kinder können dort in geschützter Form auch Trennungserfahrungen verarbeiten. Das Modell wurde in vielen Ländern aufgegriffen.
Dolto veränderte das Feld Kleinkinder- und Mutter-Kind-Psychotherapie nachhaltig und hat maßgebliche Veröffentlichungen zur Frage des unbewussten Körperbildes beigetragen. Sie distanzierte sich ausdrücklich von der beginnenden Medikalisierung der Psychologie.
In Frankreich war Dolto über Jahrzehnte hinweg in den Medien eine Institution, wo sie regelmäßig zu allen Fragen der Psychotherapie, insbesondere der Kindertherapie und der Erziehung, Stellung nahm. In Deutschland, wo die angelsächsische Schule der Mutter-Kind-Beziehung durch Melanie Klein, Donald Winnicott und Wilfred Bion im Zentrum der Fachkreise steht, wurde ihre Theorie, die mit der väterlichen Dimension arbeitet, kaum rezipiert.
Doltos Denken entstand in einem Kontext, der noch stark von der Auseinandersetzung mit der traditionellen autoritären Kindererziehung geprägt war. Von daher wird in Frankreich diskutiert, inwieweit in dem heutigen permissiven Kontext einige Akzente anders gesetzt werden müssen. Das ändert aber nichts an der großen Anerkennung, die sie für ihre Wertschätzung des Kindes als Subjekt und ihre theoretischen Arbeiten immer noch genießt.

## Werke
- Psychanalyse et pédiatrie, éd. du Seuil (1971) [Dissertation von 1939], dt. Psychoanalyse und Kinderheilkunde : die grossen Begriffe d. Psychoanalyse; 16 Kinderbeobachtungen, Frankfurt (am Main) : Suhrkamp, 1973
- Le Cas Dominique, éd. du Seuil (1971), dt. Der Fall Dominique, Frankfurt (am Main) : Suhrkamp, 1973
- L'Évangile au risque de la psychanalyse, éd. Jean-Pierre Délarge (1977) (Françoise Dolto im Gespräch mit Gérard Séverin, philosophe, théologien, psychanalyste), dt. Ein neuer Weg zum Evangelium : Impulse aus d. Psychoanalyse, Olten ; Freiburg im Breisgau : Walter, 1981
- Au jeu du désir, éd. du Seuil (1981), dt. Über das Begehren : die Anfänge der menschlichen Kommunikation, Stuttgart : Klett-Cotta, 2. Auflage 1996
- Sexualité féminine, éd. Scarabée/A.M. Métailié (1982), dt. Weibliche Sexualität : die Libido und ihr weibliches Schicksal, Stuttgart : Klett-Cotta, 2000
- L'image inconsciente du corps, éd du Seuil (1984), dt. Das unbewußte Bild des Körpers, Weinheim und Berlin: Quadriga, 1987.
- Séminaire de psychanalyse d´enfants, Ed. du Seuil (1982); Dt : Praxis der Kinderanalyse. Ein Seminar, Klett-Cotta, 1985
- Solitude, éd. Vertiges (1985)
- La Cause des enfants, éd. Robert Laffont, Paris (1985), Mein Leben auf der Seite der Kinder : ein Plädoyer für eine kindgerechte Welt,
- Libido Féminine, éd. Carrere, Paris (1987)
- La cause des adolescents, éd. Robert Laffont (1988)
- Quand les parents se séparent, Paris : Ed. du Seuil, 1988, dt. Scheidung – wie ein Kind sie erlebt : Françoise Dolto im Gespräch mit Inès Angelino, Stuttgart : Klett-Cotta, 3. Auflage 2008
- L'Échec scolaire, éd. Vertiges du Nord (1989)
- Autoportrait d'une psychanalyste, éd. du Seuil, Paris (1989), dt. Selbstporträt einer Psychoanalytikerin, Weinheim ; Basel : Beltz, 2004
- Paroles pour adolescents ou le complexe du Homard, éd. Hatier (1989), dt. Von den Schwierigkeiten, erwachsen zu werden, Stuttgart : Klett-Cotta, 6., überarb. Aufl. 1999
- Lorsque l'enfant paraît, éd. du Seuil, Paris (1990), Wenn die Kinder älter werden : Alltagsprobleme in Schule, Familie und Freizeit, Weinheim ; Basel : Beltz, 4. Auflage 1998
- Les étapes majeures de l'enfance, éd. Gallimard (1994), dt. Kinder stark machen : die ersten Lebensjahre, Weinheim ; Basel : Beltz, 2000
- Les chemins de l'éducation, éd. Gallimard (1994)
- La Difficulté de vivre, éd. Gallimard, Paris (1995)
- Tout est langage, éd. Gallimard, Paris (1995), dt. Alles ist Sprache : Kindern mit Worten helfen, Weinheim ; Berlin : Beltz, Quadriga, !989, Neuausgabe 1995; ISBN 3-88679-184-X
- Le sentiment de soi. Aux sources de l'image et du corps, éd. Gallimard (1997)
- Le féminin, éd. Gallimard (1998)
- La vague et l'océan. Séminaire sur les pulsions de mort (1970-1971), éd. Gallimard (2003)
- Lettres de jeunesse : Correspondance, 1913–1938, éd. Gallimard ; rev. et augm. (2003) (ISBN 2-07-073261-4)
- Une vie de correspondances: 1938–1988, éd. Gallimard (2005) (ISBN 2-07-074256-3)

## Filme
- Serge Le Péron: Françoise Dolto, le désir de vivre. Frankreich, Belgien 2008 (TV).[2]